# Garry E. Brown

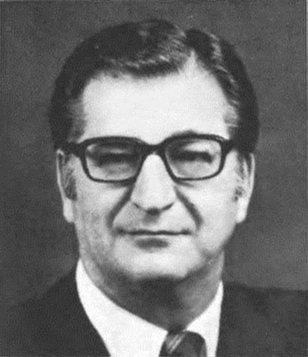
Garry E. Brown (1977)

Garry Eldridge Brown (* 12. August 1923 in Schoolcraft,  Kalamazoo County, Michigan; † 27. August 1998 in Washington, D.C.) war ein US-amerikanischer Politiker. Zwischen 1967 und 1979 vertrat er den Bundesstaat Michigan im US-Repräsentantenhaus.

## Werdegang
Garry Brown wuchs auf der Milchfarm seiner Familie im Kalamazoo County auf. Während des Zweiten Weltkrieges diente er als Oberleutnant in einer Infanterieeinheit der US Army. Dabei war er gegen Kriegsende auch in Japan eingesetzt. Nach einem Jurastudium an der George Washington University und seiner im Jahr 1954 erfolgten Zulassung als Rechtsanwalt begann er in Kalamazoo in seinem neuen Beruf zu  arbeiten. Zwischen 1957 und 1962 war er Bundesbeauftragter für den Bundesgerichtsbezirk im westlichen Teil des Staates Michigan.
Politisch war Brown Mitglied der Republikanischen Partei. In den Jahren 1961 und 1962 gehörte er einer Kommission zur Überarbeitung der Staatsverfassung von Michigan an. Von 1962 und 1966 saß er im Staatssenat, wo er Fraktionsführer der republikanischen Senatoren wurde. Bei den Kongresswahlen des Jahres 1966 wurde Brown im dritten Wahlbezirk von Michigan in das US-Repräsentantenhaus in Washington gewählt, wo er am 3. Januar 1967 die Nachfolge von Paul H. Todd von der Demokratischen Partei antrat. Nach fünf Wiederwahlen konnte er bis zum 3. Januar 1979 sechs Legislaturperioden im Kongress absolvieren. In dieser Zeit endete unter anderem der Vietnamkrieg. 1974 wurde das politische Amerika von der Watergate-Affäre erschüttert. Im Jahr 1967 wurde der 25. und 1971 der 26. Verfassungszusatz verabschiedet.
Bei den Wahlen des Jahres 1978  unterlag Garry Brown dem Demokraten Howard Wolpe. Nach seinem Ausscheiden aus dem US-Repräsentantenhaus blieb er in Washington und arbeitete dort bis zu seinem Tod am 27. August 1998 als Anwalt. Er war mit Deanna Delong (1938–2004) verheiratet, mit der er vier Töchter hatte.